# Марина Зерова
Марина Зерова (укр. Марина Дмитрівна Зерова; Кијев, 29. децембар 1934 ― Кијев, 9. март 2021) била је украјински ентомолог, доктор биолошких наука и професорка.

## Биографија

### Образовање
Рођена је 29. децембра 1934. у Кијеву, као ћерка научнице микологије Марије Зерове и ботаничара Дмитрија Зерова. 
Дипломирала је на Катедри за зоологију бескичмењака на Биолошком факултету Универзитета у Кијеву 1957. Специјализовала се за ентомологију под руководством Александра Филиповича Криштаља. Радила је у Зоолошком музеју Универзитета у Кијеву до 1963. након чега је уписала постдипломске студије на Институту за зоологију Националне академије наука Украјине. Одбранила је дисертацију о осама у групама Eurytomidae и Harmolitinae 1966. године. Предала је тезу Hymenoptera (Hymenoptera, Chalcidoidea): morpho-biological features, evolution and classification 1979. за виши степен доктора наука, који јој је додељен следеће године.

### Каријера
Основала је лабораторију за ентомолошку таксономију и екологију Института за зоологију Националне академије наука Украјине 1981. Њоме је обезбедилила обуку у методама идентификације, као и даља истраживања ових група паразитских оса. Лабораторија је 1986. претворена у засебно одељење, које је водила од 2011. године.
Током своје каријере, описала је око триста нових врста оса из различитих делова света, углавном из натпородице Халцидских оса. Неки од ових описа објављени су у монографијама у серијама Fauna of Ukraine and Fauna of the USSR 1960—1970. Била је ауторка књига Insect Determinant of the European Part of the USSR (том 3, део 2, Лењинград, 1978) и Insect Determinant of the Far East of Russia (том 4, део 2, Владивосток, 1995) и допринела је Russian-Ukrainian dictionary of scientific terminology.
Међу родовима које је описала су Parabruchophagus Зерова, 1992. (Eurytomidae), Tetramesella Зерова, 1974. (Eurytomidae) и Elatomorpha Зерова, 1970. (Perilampidae).
Преминула је 9. марта 2021. у Кијеву. По њој су названи неки инсекти, род Zerovella Нарендран и Шила, 1994. и врсте Aprostocetus zerovae Костјуков и Фурсов, 1987, Eocencyrtus zerovae Симутник, 2001, Entedon zerovae Гумовски, 1995, Eurytoma zerovai Оздикмен, 2011, Idiomacromerus zerovaae Доганлар, 2016, Neruandella zerovae Трјапитзин и Руиз Кансино, 2001. и Tetramesa zerovae Нарендран, 1994.